# Europese PGA Tour 2011
Dit is de toernooiagenda van de Europese PGA Tour van het seizoen 2011. Dit start in december 2010 in Zuid-Afrika, waar de eerste vier toernooien gespeeld worden. Daarna worden vier toernooien in het Midden-Oosten gespeeld.
Het seizoen eindigt in november 2011 met het derde Wereldkampioenschap in Dubai.
Voor België en Nederland waren er overwinningen voor Nicolas Colsaerts en Joost Luiten op de Europese Tour:
- Nicolas Colsaerts liet bij het China Open met een marge van vier slagen en een score van -24 Søren Kjeldsen, Peter Lawrie, Danny Lee, Pablo Martín achter zich.
- Joost Luiten won in Maleisië het Iskandar Johor Open. Hij maakte een laatste ronde van 65 en bleef daardoor Daniel Chopra, leider na ronde 3, een slag voor.

| Van      | Tot   | Toernooinaam                                             | Baan                                               | Winnaar                   | Score   | Prijzenpot     |
| -------- | ----- | -------------------------------------------------------- | -------------------------------------------------- | ------------------------- | ------- | -------------- |
| 09-12-10 | 12-12 | Alfred Dunhill Kampioenschap                             | Leopard Creek, Mpumalanga                          | Pablo Martín              | -11     | € 1.000.000    |
| 16-12-10 | 19-12 | South African Open                                       | Durban Country Golf, Durban                        | Ernie Els                 | -25     | € 1.000.000    |
| 06-01-11 | 9-01  | Africa Open                                              | East London GC, Oost-Kaap                          | Louis Oosthuizen          | -16     | € 1.000.000    |
| 13-01    | 16-01 | Joburg Open                                              | Royal Johannesburg and Kensington GC               | Charl Schwartzel          | -16     | € 1.300.000    |
| 20-01    | 23-01 | Abu Dhabi Golf Championship                              | Abu Dhabi Golf Club, Abu Dhabi                     | Martin Kaymer             | -24     | US$ 2.700.000  |
| 27-01    | 30-01 | Volvo Golf Champions                                     | Royal Golf Club, Bahrain                           | Paul Casey                | -20     | € 1.700.000    |
| 03-02    | 06-02 | Commercialbank Qatar Masters presented by Dolphin Energy | Doha Golf Club                                     | Thomas Bjørn              | -14     | US$ 2.500.000  |
| 10-02    | 13-02 | Omega Dubai Desert Classic                               | Emirates Golf Club, Dubai                          | Alvaro Quiros             | -11     | US$ 2.500.000  |
| 17-02    | 20-02 | Avantha Masters                                          | DLF Golf & Country Club in Gurgaon                 | SSP Chowrasia             | -15     | € 1.800.000    |
| 23-02    | 26-02 | WGC - Match Play                                         | Ritz-Carlton GC, Arizona                           | Luke Donald               | 3 & 2   | US$ 8.500.000  |
| 10-03    | 13-03 | WGC - CA Championship                                    | Doral Golf Resort & Spa, Florida                   | Nick Watney               | -16     | $ 8.500.000    |
| 17-03    | 16-03 | Sicilian Open                                            | Donnafugata Golf Resort & SPA, Sicilië             | Raphaël Jacquelin         | -12     | € 1.000.000    |
| 24-03    | 27-03 | Open de Andalucia de Golf                                | Parador de Málaga Golf Club, Málaga                | Paul Lawrie               | -12     | € 1.000.000    |
| 31-03    | 03-04 | Hassan II Golf Trophy                                    | Royal Golf Dar Es Salam, Rabat                     | David Horsey              | -13     | € 1.375.000    |
| 07-04    | 10-04 | De Masters                                               | Augusta National Golf Club, Georgia                | Charl Schwartzel          | -14     |                |
| 14-04    | 17-04 | Maybank Malaysian Open                                   | Kuala Lumpur Golf & Country Club                   | Matteo Manassero          | -16     | US$ 2.500.000  |
| 21-04    | 24-04 | Volvo China Open                                         | Luxehills International Country Club               | Nicolas Colsaerts         | -24     | RMB 20.000.000 |
| 28-04    | 01-05 | Ballantine's Championship                                | Pinx GC, Jeju                                      | Lee Westwood              | -12     | € 2.205.000    |
| 05-05    | 08-05 | Open de España                                           | Real Club de Golf de Sevilla, Sevilla              | Thomas Aiken              | -10     | € 2.000.000    |
| 12-05    | 15-05 | Iberdrola Open                                           | Pula Golf Club, Mallorca                           | Darren Clarke             | -6      | € 1.000.000    |
| 19-05    | 22-05 | Madeira Island Open                                      | Porto Santo Golfe, Madeira                         | Michael Hoey              | -10     | € 700.000      |
| 19-05    | 22-05 | Volvo World Match Play                                   | Finca Cortesin                                     | Ian Poulter               | 2 & 1   | € 3.400.000    |
| 26-05    | 29-05 | BMW PGA Kampioenschap                                    | The Wentworth Club, Surrey                         | Luke Donald               | -6      | € 4.500.000    |
| 02-06    | 05-06 | The Celtic Manor Wales Open                              | Celtic Manor Resort                                | Alexander Norén           | -9      | £ 1.800.000    |
| 09-06    | 12-06 | BMW Italian Open                                         | Royal Park I Roveri, Turijn                        | Robert Rock               | -21     | €1.500.000     |
| 16-06    | 19-06 | US Open                                                  | Congressional Golf Club, Bethesda                  | Rory McIlroy              | -16     | € 5,574,524    |
| 16-06    | 19-06 | Saint-Omer Open presented by Neuflize OBC                | Aa Saint Omer GC, Lumbres                          | Matthew Zions             | -8      | € 600.000      |
| 23-06    | 26-06 | BMW International Open                                   | Golfclub München Eichenried, München               | Pablo Larrazábal          | -16     | € 2.000.000    |
| 30-06    | 03-07 | Alstom Open de France                                    | Le Golf National, Parijs                           | Thomas Levet              | -7      | € 3.000.000    |
| 07-07    | 10-07 | The Barclays Scottish Open                               | Castle Stuart Golf Links, Glasgow                  | Luke Donald               | -19     | £ 3.000.000    |
| 14-07    | 17-07 | 140ste Brits Open                                        | Royal St Georges GC                                | Darren Clarke             | -5      | € 5.435,665    |
| 21-07    | 24-07 | Nordea Scandinavian Masters                              | Bro Hof Slott GC, Stockholm                        | Alexander Norén           | -15     | € 1,481,510    |
| 28-07    | 31-07 | 3 Irish Open                                             | Killarney Golf & Fishing Club, Killarney           | Simon Dyson               | -16     | € 1.500.000    |
| 04-08    | 07-08 | WGC - Bridgestone Invitational                           | Firestone CC, Akron, Ohio                          | Adam Scott                | -16     | US$ 8,500,000  |
| 11-08    | 14-08 | US PGA Kampioenschap                                     | Atlanta Athletic Club, Johns Creek                 | Keegan Bradley            | -8      |                |
| 18-08    | 21-08 | Celadna Czech Open 2011                                  | Prosper Golf Resort, Čeladná                       | Oliver Fisher             | -13     | € 1.500.000    |
| 25-08    | 28-08 | Johnnie Walker Championship                              | Gleneagles, Perthshire                             | Thomas Bjørn              | -11     | £ 1.400.000    |
| 01-09    | 04-09 | Omega European Masters                                   | Golf Club Crans-sur-Sierre                         | Thomas Bjørn              | -20     | € 2.000.000    |
| 08-09    | 11-09 | KLM OPEN                                                 | Hilversumsche Golf Club, Hilversum                 | Simon Dyson               | -12     | € 1.800.000    |
| 15-09    | 19-09 | Vivendi Seve Trophy                                      | St-Nom-la-Bretèche                                 | Continental Europe        | 15½-12½ | € 1.150.000    |
| 22-09    | 25-09 | Austrian Golf Open                                       | Fontana Golf Club, Wenen                           | Kenneth Ferrie po         | -12     | € 1.000.000    |
| 29-09    | 02-10 | Alfred Dunhill Links Championship                        | Old Course St Andrews Carnoustie and Kingsbarns    | Michael Hoey              | -24     | $ 5.000.000    |
| 06-10    | 10-10 | Madrid Masters                                           | Club de Campo, Madrid                              | Lee Slattery              | -15     | € 1.000.000    |
| 13-10    | 16-10 | Portugal Masters                                         | Oceânico Victoria G.C., Vilamoura                  | Tom Lewis                 | -21     | € 3.000.000    |
| 20-10    | 23-10 | Castelló Masters Costa Azahar                            | Club de Campo del Mediterráneo Castellón, Valencia | Sergio García             | -27     | € 2.000.000    |
| 27-10    | 30-10 | Andalucia Masters                                        | Club de Golf Valderrama, Sotogrande                | Sergio García             | -6      | € 3.000.000    |
| 03-11    | 06-11 | WGC - HSBC Champions                                     | Sheshan Golf Club, Shanghai                        | Martin Kaymer             | -20     | $ 7.000.000    |
| 10-11    | 13-11 | Barclays Singapore Open                                  | The Tanjong & The Serapong, Sentosa GC             | Gonzalo Fernández-Castaño | -14     | € 6.000.000    |
| 17-11    | 20-11 | Alfred Dunhill Championship                              | Leopard Creek, Zuid-Afrika                         | Garth Mulroy              | -19     | € 1.000.000    |
| 17-11    | 20-11 | Iskandar Johor Open                                      | Horizon Hills G&CC, Maleisië                       | Joost Luiten              | -17     | US$ 2.000.000  |
| 24-11    | 27-11 | South African Open                                       | Serengeti Golf Club, Zuid-Afrika                   | Hennie Otto               | -14     | € 1.000.000    |
| 24-11    | 27-11 | World Cup                                                | Mission Hills Golf Club, Hainan                    | Verenigde Staten          |         | $ 7.500.000    |
| 01-12    | 04-12 | Hong Kong Open                                           | Hong Kong GC, Fanling                              | Rory McIlroy              | -12     | € 2.750.000    |
| 08-12    | 11-12 | Dubai World Championship                                 | Jumeirah Golf Estates, Dubai                       | Alvaro Quiros             | -19     | € 7.500.000    |